# Rezina
Rezina – miasto w północnej części Mołdawii; stolica rejonu Rezina; liczy 8 tys. mieszkańców (2006). Położone na prawym brzegu Dniestru.

## Pomniki
- W 2017 roku odsłonięto popiersie króla Rumunii Ferdynanda I. Autorem jest mołdawski rzeźbiarz Wiaczesław Żyglicki[1]
- W 2020 roku odsłonięto popiersie Konstantina Stere. Autor: mołdawski rzeźbiarz Wiaczesław Żyglicki[2]